# Liste de ponts de la Corse-du-Sud

## Ponts de longueur supérieure à 100 m
- nouveau pont d'Abra (204 m), portant la RN 196, entre Grosseto-Prugna et Petreto-Bicchisano

## Ponts présentant un intérêt architectural ou historique
Les ponts de Corse-du-Sud inscrits à l’inventaire national des monuments historiques sont recensés ci-après :
- Pont de Spina-Cavallu sur le Rizzanèse - Arbellara - Sartène - XIIIe siècle ; XVe siècle
- Pont génois de Spin' a Cavallu - Arbellara - XVIe siècle ; XVIIIe siècle ; XIXe siècle ; 4e quart XXe siècle
- Pont du Chiuvonu - Aullène - XIXe siècle
- Pont génois de Zippitoli - Bastelica - XVe siècle ; XVIe siècle
- Pont de Zaglia - Evisa - XVIIIe siècle
- Ponti di Traggheto Giovanni - Forciolo - XIXe siècle
- Pont génois dit Pont de la Trinité - Olivese - XVIIe siècle
- Pont génois de Pianella - Ota - XVe siècle
- Ponti Vecchiu sur le Taravo ou Pont d'Abra  - Petreto-Bicchisano - Zigliara - XVe siècle
- Pont de Calzola - Pila-Canale - XVIIe siècle ; XIXe siècle
- Pont - Zoza - XIXe siècle

## Sources
- Base de données Mérimée du Ministère de la Culture et de la Communication.